# Esk (Queensland)
Esk est une petite ville australienne située dans la zone d'administration locale de Somerset, dont elle est le siège, au Queensland.

## Géographie

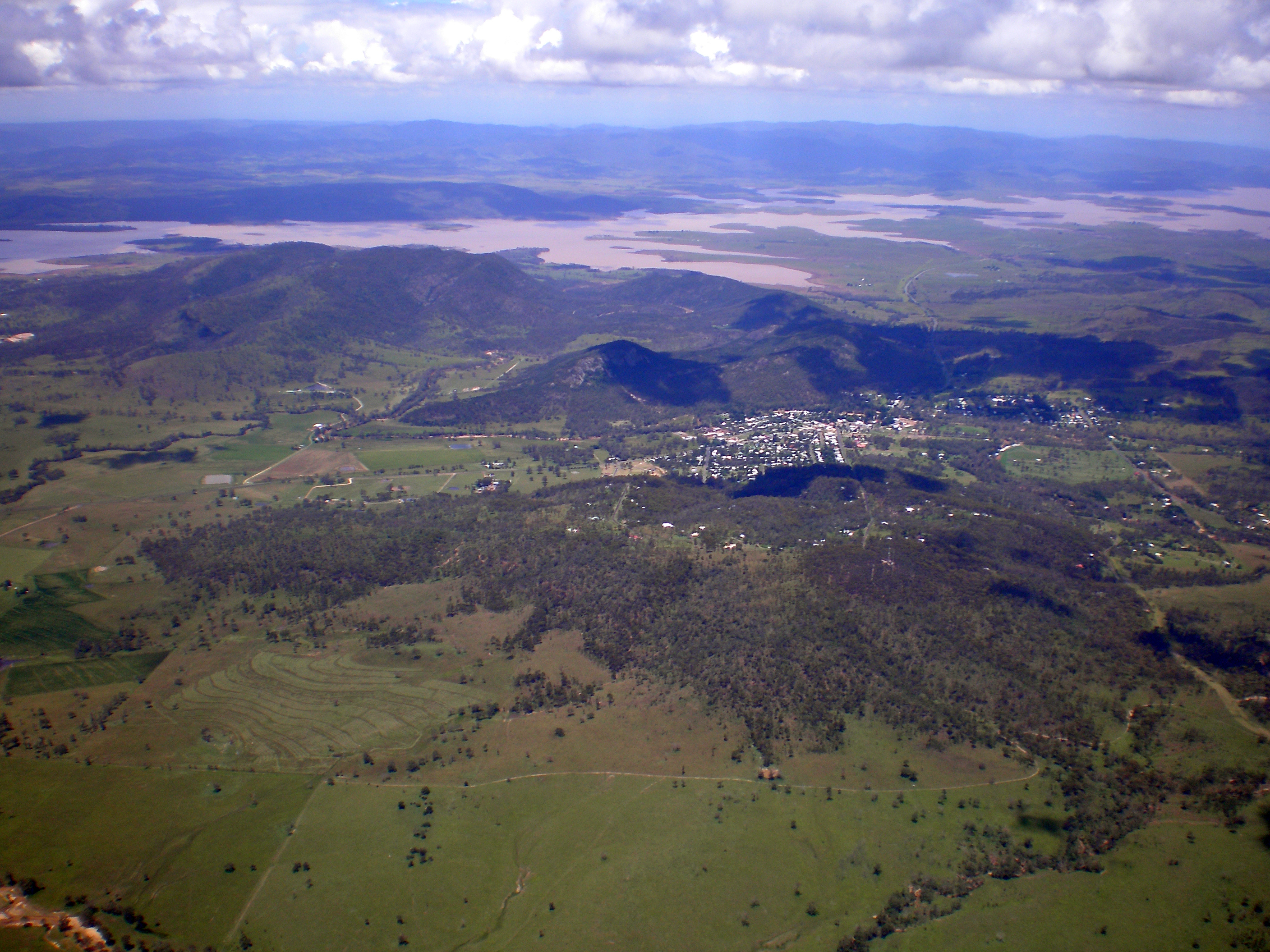
Vue aérienne d'Esk avec la retenue du barrage de Wivenhoe en arrière-plan, photographié une semaine après les inondations dévastatrices de janvier 2011

Esk est situé dans le sud-est du Queensland, à 65 km au nord-ouest d'Ipswich et est desservie par l'autoroute de la vallée du Brisbane,. 

## Histoire

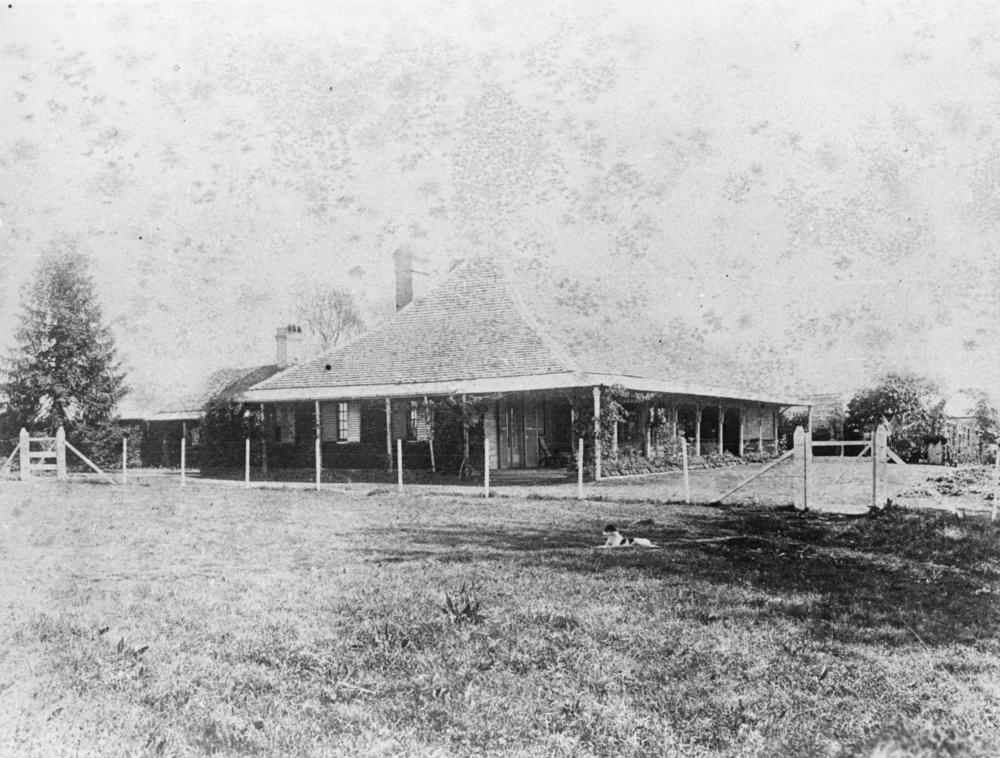
La ferme Cressbrook vers 1887

Le jagara (aussi appelé jagera, yagara, yugarabul, yuggera ou yuggerabul) est une langue aborigène du sud-est du Queensland. Il y a une controverse au sujet de la classification du Jagara comme langue ou comme dialecte. Les gouvernements locaux d' Ipswich, du conseil régional de Lockyer et du conseil régional de Somerset n'ont pas la même position sur ce sujet.
Esk se trouve à la limite sud du clan aborigène Garumga qui fait partie de la tribu Dalla.
C'est en 1830 que les environs d'Esk ont été explorés pour la première fois par le capitaine Patrick Logan. La ville a été créée pour desservir les mines de cuivre temporaires d'Eskdale et de Cressbrook Creek. Les colons se sont installés dans la région au cours des années 1840. La ville tient son nom de la rivière Esk qui coule en Écosse et en Angleterre.
Le bureau de poste de Mount Esk a été créé le 1er février 1874 (une agence postale avait vu le jour dès 1873). Il a été renommé « Esk » en février 1881. L'école publique de Mount Esk a été ouverte le 1er novembre 1875 et a été rebaptisée Esk State School en 1887.
La première église méthodiste d'Esk a été ouverte le dimanche 25 novembre 1883, l'office était célébré par le révérend Willian Little. C'était une église en bois large de 5 mètres et longue de 9 mètres. Elle est devenue l'église méthodiste d'Esk après la fusion méthodiste en 1902. Une nouveau bâtiment a été construit en 1907.
La ligne de chemin de fer de Brisbane Valley venant de Lowood est arrivée à Esk en 1886. Plusieurs scieries se sont montées puis, en 1904, ce fut le tour d'une fabrique de beurre. L'industrie du bois a décliné dans les années 1920.
L'église anglicane de Sainte-Agnès a été inaugurée le lundi 28 octobre 1889 par l'évêque William Webber,.
Le 30 novembre 1920, le Dr Graham Butler posa la première pierre du Monument aux morts d'Esk. Son inauguration a été effectuée par le général Lachlan Chisholm Wilson le 27 août 1921. Le mémorial site les noms de 462 habitants du comté qui se sont enrôlés pendant la Première Guerre mondiale. Il affiche également les tables d'honneur en bronze portant les noms des 83 hommes de la région morts pendant la guerre. Quatre plaques commémoratives ont ensuite été ajoutées au monument. Le mémorial de guerre se dresse dans le Esk Memorial Park, qui abrite également un monument dédié au capitaine Logan, assassiné alors qu'il explorait la vallée de Brisbane en 1830.
Une église luthérienne a été ouverte en juillet 1941.
L'industrie laitière a décliné dans les années 1960, ce qui a réduit le rôle de la ville comme centre rural majeur.
Lors du recensement de 2006, Esk comptait 1 166 habitants.
La bibliothèque Esk a ouvert ses portes en 2009.
La ferme de Caboonbah, un bâtiment agricole classé a été détruit par un incendie le 10 mai 2009.
Lors des inondations de 2010-2011 du Queensland, le centre d'Esk a été inondé par le Redbank Creek.

## Démographie
| 2011  | 2016  | 2021  |
| ----- | ----- | ----- |
| 1 755 | 1 698 | 1 641 |

## Patrimoine

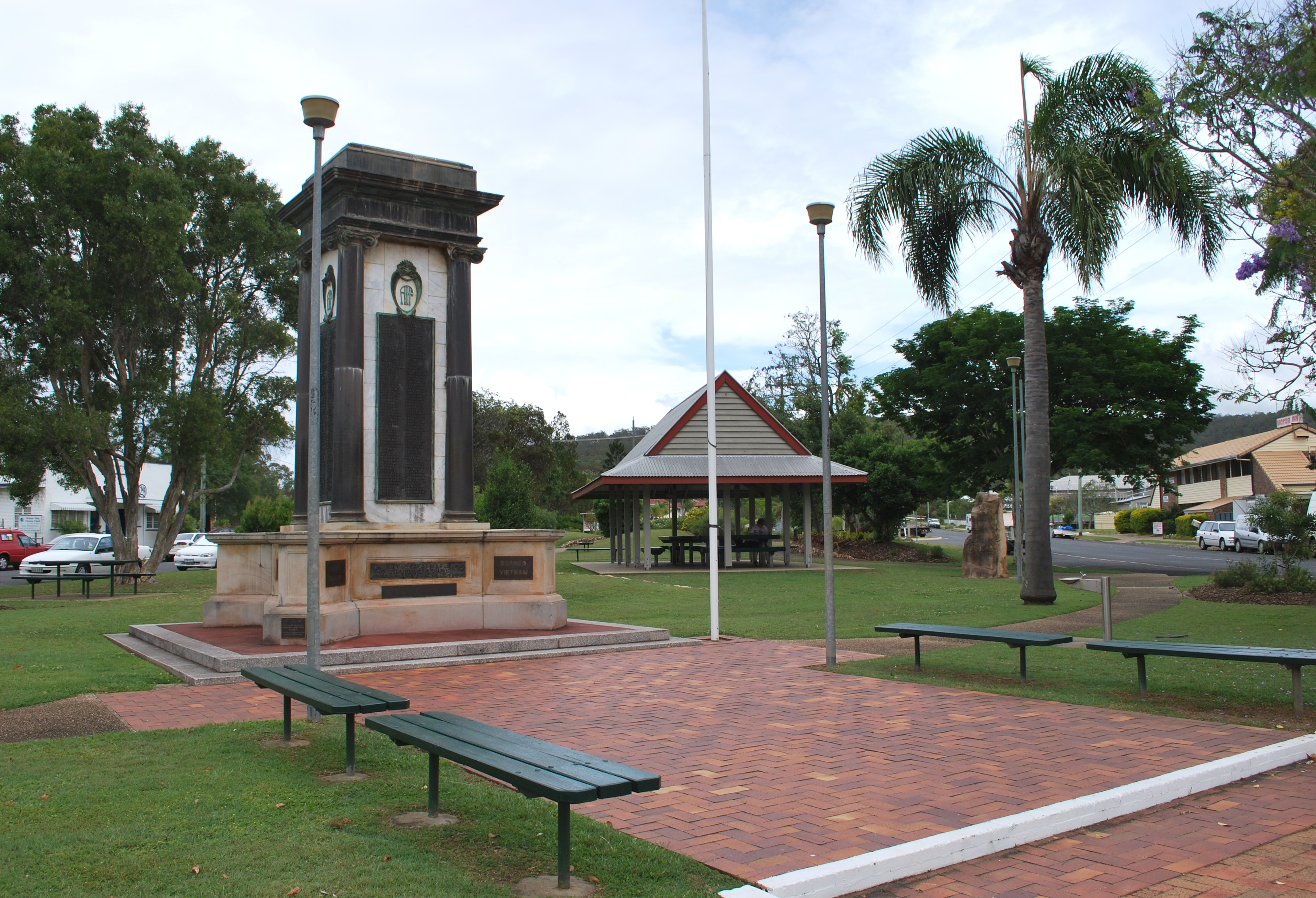
Monument aux morts dans le parc du mémorial de guerre en 2010

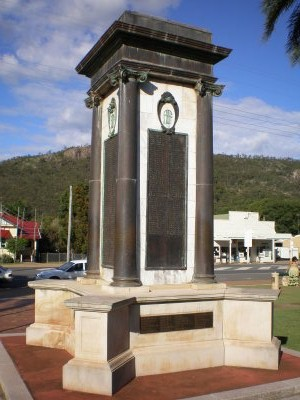
Monument commémoratif de guerre

Esk possède un certain nombre de sites classés au patrimoine :
- Rue d'Ipswich : Mémorial de guerre d'Esk
- Rue d'Ipswich : Église anglicane Sainte-Agnès et presbytère
- Rue d'Ipswich : Église presbytérienne Saint-André.

## Éducation
La Esk State School est une école primaire publique pour garçons et filles,. En 2017, l'école avait un effectif de 172 élèves et 15 enseignants.
Dans la mesure où il n'y a pas de lycée à Esk, les élèves de l'Esk State School s'orientent vers la Toogoolawah State High School à Toogoolawah, la Lockyer District High School à Gatton ou la Lowood State High School à Lowood.

## Sites et monuments

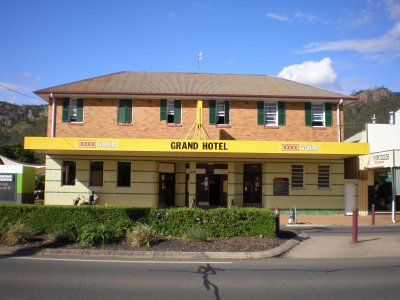
Le Grand Hôtel à Esk

Les lacs de retenue Somerset et Wivenhoe comportent de nombreuses zones de camping aménagées. Il est possible de pratiquer des activités aqualudiques telles que la navigation de plaisance, le canoë, la pêche et le ski-nautique. Les parcs nationaux de Ravensbourne et Crows Nest, la ferme historique de Bellevue et les montagnes de Glen Rock et Mount Esk complètent l'attractivité touristique de la région.

## Médias
Esk est desservi par une station de radio chrétienne sur le 87.6 FM.

## Personnalités liées à la ville
- Douglas Berry (1907-1957), boucher et député libéral dans les années 1950
- Roderic Dallas (1891-1918), As des pilotes de chasse durant la Première Guerre mondiale
- The Kransky Sisters, un trio musical comique qui proclamait être "d'Esk, dans le Queensland" avant chaque spectacle
- Henry Newton (évêque) (1866-1947), évêque colonial anglican